# Fritz Theil
Fritz Theil (auch Friedrich Theil, * 6. Oktober 1886 in Altenburg (Thüringen); † 20. Februar 1972 in Klingenmünster (Pfalz)) war ein deutscher Kapellmeister, Dirigent und Komponist.

## Leben und Werk
Fritz Theil studierte von 1903 bis 1907 am Leipziger Konservatorium. 1907 und 1908 wirkte er als Operettenkapellmeister in Döbeln (Sachsen) und Bautzen. Danach wurde er Kapellmeister an verschiedenen Theatern, 1919 bis 1921 am Stadttheater in Hamburg-Harburg. 1922 wurde er Leiter des Harburger Konzertorchesters.
Ab 1923 lebte Fritz Theil als freischaffender Komponist in Magdeburg. Gleichzeitig betätigte er sich als Gastdirigent. Zum 1. April 1931 trat er der NSDAP bei. Nach dem Zweiten Weltkrieg lebte Fritz Theil in Landau (Pfalz).
Fritz Theile schrieb Orchester- und Chorwerke, Männerchöre und Lieder.